# Chínipas
Chínipas é uma cidade do estado de Chihuahua, no México.